# 蒙古王
《蒙古王》（英語：Mongol)，在美国又名《蒙古：成吉思汗的崛起》，是2007年俄罗斯的一部半历史性电影，讲述了后来成为成吉思汗的铁木真的早年生活。由谢尔盖·波德罗夫执导，波德罗夫和阿里夫·阿利耶夫构思故事情节。电影由波德罗夫，安东·梅尔尼克和谢尔盖·赛雅诺夫制作，主演为浅野忠信，孙红雷和Chuluuny Khulan。影片探讨绑架，亲情和战争的影响。
影片由俄罗斯，德国和哈萨克斯坦的公司联合制作。主要取景地在中国的内蒙古自治区和哈萨克斯坦。拍摄开始于2005年9月，并于2006年11月完工。2007年8月10日在维堡的俄罗斯电影节上首映，2007年9月20日在俄罗斯正式上映。2008年6月6日在美国有限上映，票房570万美元。这部电影在票房上获得小的成功，并获得了积极的评论。这部电影被哈萨克斯坦推荐参加2007年奥斯卡最佳外语片奖的角逐。
电影是成吉思汗三部曲的第一部，第二部筹备工作开始于2008年。三部曲项目最终流产，但2013年7月波德罗夫在乌兰巴托参观一年一度的那达慕大会期间对记者说，续集的制作已经开始，可能在蒙古国拍摄，之前由于当地的抗议担心这部电影不会正确地描绘蒙古人民及其国家英雄成吉思汗，导致拍摄地转到内蒙古和哈萨克斯坦。

## 角色
- 浅野忠信 饰 铁木真

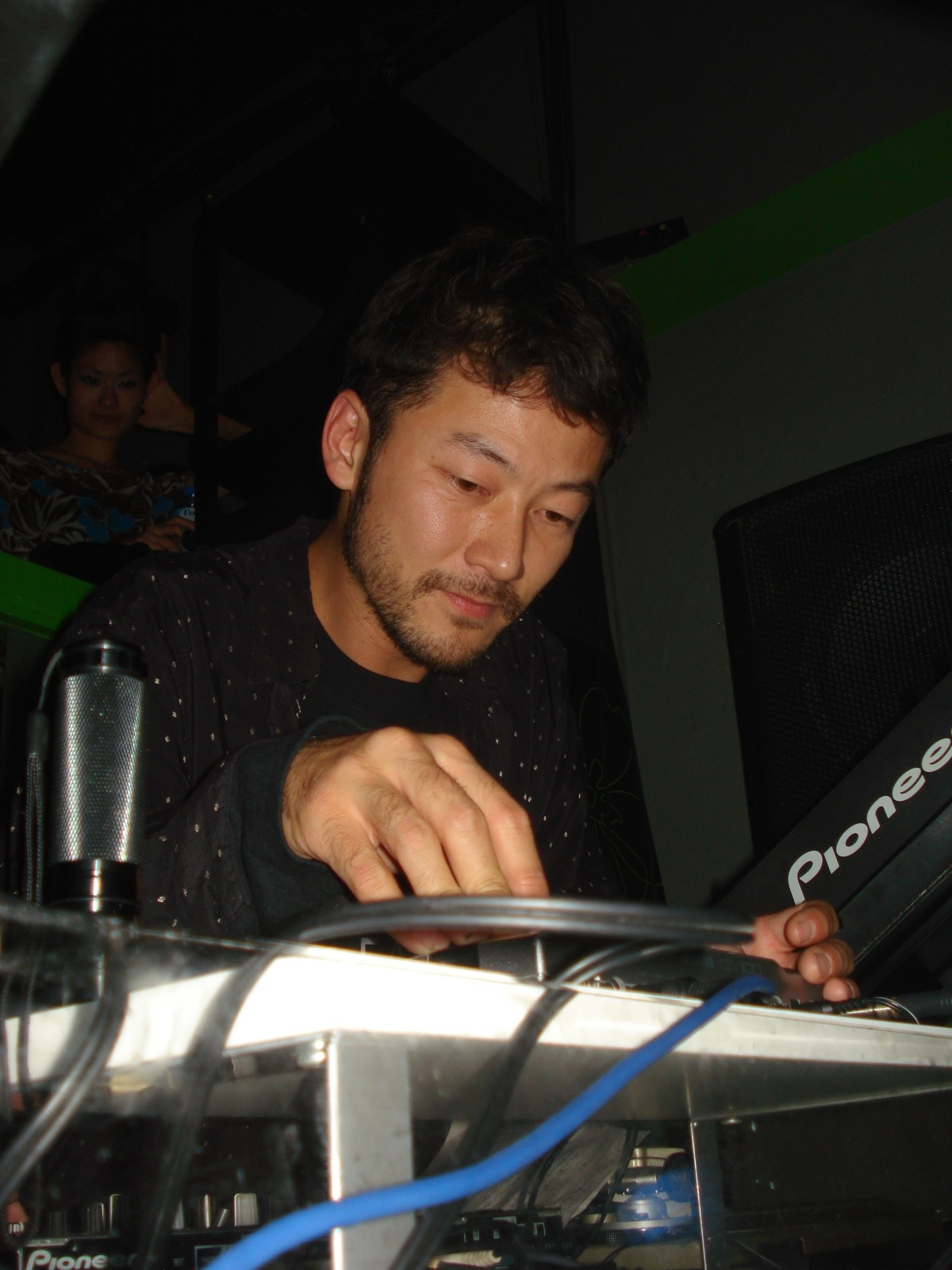
演员浅野忠信在影片中饰演老年铁木真

  - Odnyam Odsuren 饰 青年铁木真
- 孙红雷 饰 札木合
  - Amarbold Tuvshinbayar 饰 青年扎木合
- Chuluuny Khulan 饰 孛儿帖
  - Bayertsetseg Erdenebat 饰 青年孛儿帖
- Amadu Mamadakov 饰 塔里忽台 (Targutai)
- 巴森 饰 也速该
- Sai Xing Ga 饰 赤列都（Chiledu）
- Bu Ren 饰 绐察儿Taichar
- 艾麗婭 Aliya 饰 诃额仑（Oelun）
- He Qi 饰 德薛禅（Dai-Sechen）
- Deng Ba Te Er 饰 答里台（Daritai）
- Zhang Jiong 饰 Garrison Chief
- Ben Hon Sun 饰 和尚（Monk）